# Chrześcijańscy Demokraci (Finlandia)
Chrześcijańscy Demokraci (fiń. Kristillisdemokraatit, KD, szw. Kristdemokraterna) – fińska partia polityczna o profilu chadeckim. Do 2001 funkcjonowało jako Fińska Liga Chrześcijańska (fiń. Suomen Kristillinen Liitto, SKL). KD należy do Europejskiej Partii Ludowej.

## Historia
Ugrupowanie powstało w 1958 na bazie frakcji chrześcijańskiej w Partii Koalicji Narodowej. Ugrupowanie oparło swój program na wartościach chrześcijańskich, deklarując wspieranie rodzin i małych społeczności oraz wzmacnianie wspólnot lokalnych.
W wyborach do Eduskunty chadecy wystartowali po raz pierwszy również w 1958, uzyskując niespełna 0,2% głosów. Pierwszy raz mandat poselski zdobyli w 1970. Od tego czasu każdorazowo wprowadzali swoich przedstawicieli do parlamentu, otrzymując od 2,5% (1972) do 5,3% (2003) głosów i wprowadzając do Eduskunty od 3 do 10 posłów.
W wyborach do Parlamentu Europejskiego dwukrotnie partia wprowadzała swojego kandydata (w 1999 i w 2009). W różnych wyborach blokowała swoje listy z innymi ugrupowaniami centrowymi i prawicowymi.
W latach 1991–1995 partia współtworzyła centroprawicową koalicję rządową z Esko Aho na czele. W wyborach krajowych w 2011 chadecy otrzymali 4% głosów i 6 mandatów. Dołączyli wówczas do koalicji tworzącej najpierw rząd Jyrkiego Katainena, a następnie gabinet Alexandra Stubba. W 2015 chadecy otrzymali 3,5% głosów, powracając następnie do opozycji. W 2023 chadecy dołączyli do koalicji rządowej, którą zorganizował Petteri Orpo.

## Przewodniczący

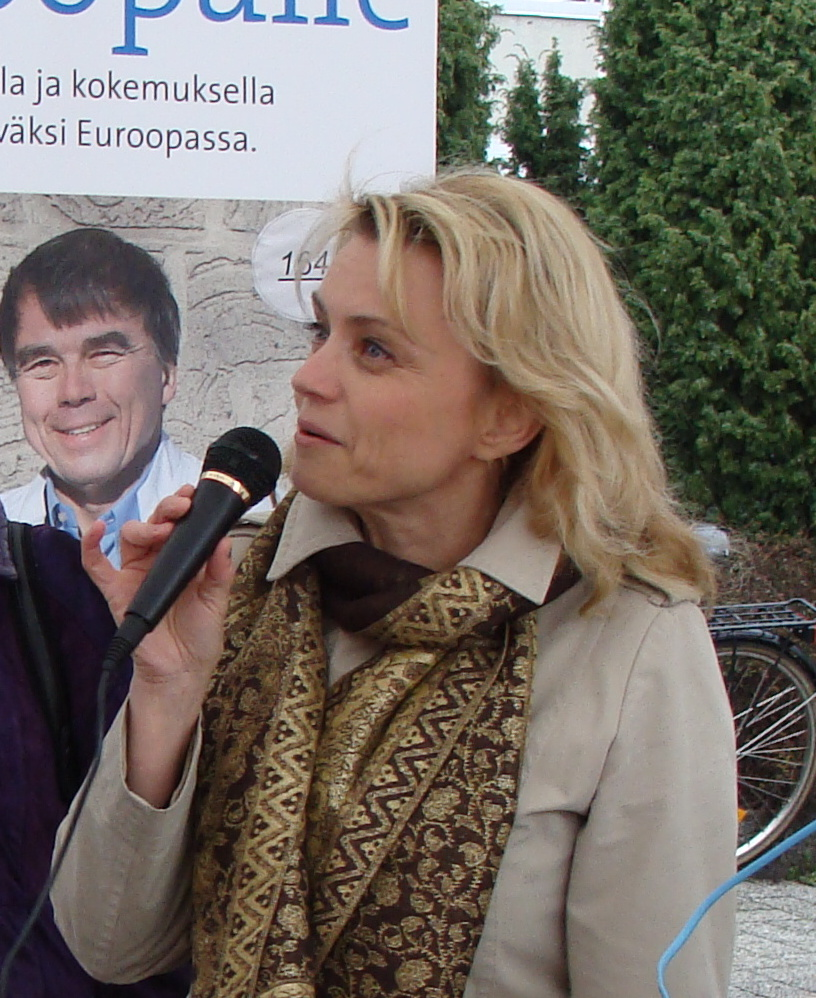
Päivi Räsänen

- Olavi Päivänsalo (1958–1964)
- Ahti Tele (1964–1967)
- Eino Sares (1967–1970)
- Olavi Majlander (1970–1973)
- Raino Westerholm (1973–1982)
- Esko Almgren (1982–1989)
- Toimi Kankaanniemi (1989–1995)
- Bjarne Kallis (1995–2004)
- Päivi Räsänen (2004–2015)
- Sari Essayah (od 2015)[6]